# سيد خواجة خير الدين
سيد خواجة خير الدين (الأردية: سيد خواجہ خير الدين؛ البنغالية: সৈয়দ খাজা খায়েরউদ্দিন) كان سياسيًا باكستانيًا. كان نائبًا لرئيس بلدية دكا وكان معروفًا بمعارضته لاستقلال بنغلاديش [الإنجليزية] عن باكستان. بعد استقلال بنغلاديش، هاجر للعيش في باكستان.

## الوفاة
توفى السيد خواجة خير الدين في كراتشي في 3 تشرين الأول 1993. توفيت زوجته، بيجوم حسينة خير الدين، في كراتشي في 27 نيسان 2010.

## الحياة الشخصية والإرث
كان خير الدين متزوجًا من بيجوم حسينة خير الدين، ابنة ابن عمه الرابع خواجة م. عليم (حفيد حفيد نواب خواجة عليم الله من دكا). كان خواجة محمد عليم ووالده خواجة عبد الكريم من زعماء حركة الخلافة (على غرار والد خير الدين وجده). كان للزوجين ثلاثة أبناء: سيد خواجة سلمان، والدكتور سيد خواجة علقمة، وسيد خواجة معاذ، وثلاث بنات: سيما، وفريال، وتزين.